# Stauffenberg – Verschwörung gegen Hitler
Stauffenberg – Verschwörung gegen Hitler (Originaltitel The Plot To Kill Hitler) ist ein Historien-Drama des Regisseurs Lawrence Schiller aus dem Jahr 1990. Die Handlung des Fernsehfilms hat die Vorbereitungen und Konsequenzen des Attentats vom 20. Juli 1944 zum Thema.

## Handlung
Es ist der Abend des 20. Juli 1944. Das Wachbataillon Großdeutschland unter Führung von Major Otto Ernst Remer stürmt den Bendlerblock, das Hauptquartier der Putschisten. Soldaten, die nicht den Treueeid auf den Führer sprechen, werden auf der Stelle erschossen. Stauffenberg versucht zu fliehen, wird jedoch von einem Soldaten angeschossen. Kurz vor seiner Festnahme erinnert er sich zurück.
In Tunesien, wo er 1943 stationiert gewesen war, hatte er eine Unterredung mit Erwin Rommel. Beide Männer kommen darin überein, dass der Krieg verloren ist, und dass Hitlers Pläne Wahnsinn sind. Kurz nachdem sich die beiden voneinander verabschiedet haben, schlägt vor Stauffenberg eine Bombe ein. Dabei wird er schwer verletzt und deshalb nach Deutschland in ein Krankenhaus nach München geflogen. Stauffenberg verliert sein linkes Auge und seine rechte Hand. Mit Hilfe seiner Frau Nina und ihren Kindern kann er schnell genesen. Doch seine Abscheu auf Hitler ist größer als zuvor. Er knüpft Kontakte, unter anderem zu Ludwig Beck, einem aus der Armee ausgetretenen Generalstabschef, und zu Friedrich Olbricht. Alle sind sich einig, dass Hitler beseitigt werden muss, und planen einen Staatsstreich unter dem Decknamen Unternehmen Walküre. Zunächst rekrutiert Stauffenberg den jungen Offizier Axel von dem Bussche, der Hitler auf dem Obersalzberg in Form eines Selbstmordattentats töten soll. Doch nach der Invasion der Alliierten in der Normandie wird der Termin gestrichen.
Nun trifft Stauffenberg die Entscheidung. Er ist es, der am 20. Juli 1944 nach Ostpreußen fliegt, um in der Wolfsschanze das Attentat auf Hitler zu verüben. Doch das Attentat misslingt; Hitler überlebt die Detonation. Dieser schwört bittere Rache und lässt in Berlin den Staatsstreich unbarmherzig niederschlagen. Stauffenberg, Olbricht, Albrecht Mertz von Quirnheim und Werner von Haeften werden hingerichtet.

## Hintergrund
- Bereits 18 Jahre vor Tom Cruise in Operation Walküre – Das Stauffenberg-Attentat übernahm mit Brad Davis ein Amerikaner die Titelrolle des Claus von Stauffenberg.
- Die Dreharbeiten des Films fanden in Zagreb und Umgebung statt. Der Film hatte seine Erstausstrahlung am 30. Januar 1990 im US-amerikanischen Fernsehen und am 17. Januar 1999 im deutschen Fernsehen. Seit Januar 2009 ist er auch im deutschsprachigen Raum auf DVD zu beziehen.

## Historische Unterschiede
Folgende Unterschiede zwischen historischen Tatsachen und filmischer Darstellung gibt es:
- Stauffenberg war zum Zeitpunkt seines Todes Vater von vier Kindern und nicht, wie im Film dargestellt, von nur dreien. Heimeran von Stauffenberg kommt nicht vor.
- Henning von Tresckow kommt im Film überhaupt nicht vor; selbst Werner von Haeften hat laut Drehbuch eine Statistenrolle beim Staatsstreich und wird nur einmal kurz namentlich erwähnt.
- Im Film macht Stauffenberg nur eine Bombe scharf, da gezeigt wird, dass er auch nur eine Bombe mit sich führt. In der Realität fand zumindest der Versuch statt, eine zweite Bombe zu aktivieren, wobei Stauffenberg von Major von Freyend jedoch gestört wurde.
- Die eigentliche Operation Walküre wird überhaupt nicht gezeigt; so wird suggeriert, das Attentat allein reiche aus, um einen Machtwechsel in Deutschland zu erreichen.
- Ludwig Becks Suizidversuch wird nicht gezeigt. Obwohl er im Film die Möglichkeit erhält, sich selbst zu töten, wartet Friedrich Fromm dies nicht ab und erteilt einem Soldaten den Befehl, Beck zu erschießen.
- Die Exekution Stauffenbergs findet im Film bei Tageslicht statt, tatsächlich war es kurz nach Mitternacht.
- Wilhelm Keitel befand sich zum Zeitpunkt der Detonation in der Lagebaracke und nicht, wie im Film gezeigt, davor.
- In der Nachbesprechung des Attentats erwähnt Keitel gegenüber Hitler, dass Adjutant Rudolf Schmundt unter den Opfern sei. Dieser starb jedoch erst drei Monate nach dem 20. Juli, Anfang Oktober 1944, an den Verwundungen.